# Antoine Mostaert
Antoine Mostaert, Antoon Mostaert (10. srpna 1881 Bruggy – 2. června 1971 Tienen) byl belgický křesťanský misionář v Číně a mongolista. Působil v mongolské oblasti Ordos a v Pekingu, poté také ve Spojených státech. V Číně byl znám pod jménem Tchien Čching-po (田清波, Tian Qingbo), v mongolštině Tiyen Baγsi nebo Nom-un Baγsi Tiyen.

## Život
Narodil se v Bruggách, během středoškolského studia studoval latinu a řečtinu. Vstoupil do misionářské kongregace Neposkvrněného srdce Panny Marie (zvaní také jako misionáři ze Scheutu) a byl vysvěcen na kněze. Jako seminarista v Belgii studoval čínštinu, kterou zvládl velmi dobře, také se začal učit mongolštinu pomocí Grammatik der mongolischen Sprache od Isaaca Jacoba Schmidta (Petersburg, 1831) a mongolského Nového zákona. V letech 1906–1925 působil jako misionář ve městečku Boro Balγasu (Poro Balgason) v mongolské oblasti Ordos (v dnešním Vnitřním Mongolsku). Zprvu se soustřeďoval na ordoštinu (mongolský jazyk užívaný v oblasti Ordos), jednak se věnoval fonologii a také sestavil slovník. Přeložil také katolická díla z čínštiny do mongolštiny. Monguorština tvořila další jeho studijní obor. V letech 1925–1948 žil v Pekingu, kde se věnoval především vyučování. V roce 1948 se přestěhoval do Spojených států, kde žil až do důchodu, na odpočinek se vrátil do Belgie v roce 1965 a zemřel v Tienenu.
Kromě lingvistiky se věnoval etnografii a folklóru. V roce 1926 začal pracovat na analýze Tajné historie Mongolů, s tím souviselo studium ve 20. letech objeveného letopisu Altan tobči a vydal i staré dopisy v mongolštině. Předpokládá se, že Mostaert měl nejrozsáhlejší praktické znalosti mongolských jazyků ze všech západních učenců dvacátého století, které získal během let strávených jako pastor mezi mongolskými Ordosy. Nicholas Poppe ho nazval „… nejvýznamnějším učencem v oboru mongolských studií.“ Mostaertův přínos mongolistice spočívá v jeho roli konzultanta pomáhajícího dalším vědcům, čínským i západním, a jeho vědecký význam nelze posoudit pouze z jeho publikační činnosti. Jeho žákem byl Henry Serruys, který intenzivně pracoval na historii vztahů Mongolů a Mingů.
Soukromá knihovna a pozůstalost A. Mostaerta je uložena v Scheut Memorial Library v belgické Lovani.